# Subtraktivní výrobní proces
Jako subtraktivní výrobu označujeme způsob zpracování materiálu tak, že výsledný výrobek vznikne jeho postupným ubíráním. Takto lze zpracovávat většinu známých materiálů – kov, dřevo, plasty. Subtraktivní charakter mají všechna třísková obrábění – řezání, frézování, vrtání, broušení, atd. 
Opakem je aditivní výrobní proces, při němž je naopak materiál postupně přidáván.